# Memo from Turner
Memo from Turner è un singolo da solista del cantautore britannico Mick Jagger, pubblicato nel 1970 ed estratto dalla colonna sonora del film Sadismo (Performance). 
Il brano è incluso anche nella raccolta Metamorphosis dei Rolling Stones uscita nel 1975 e nella raccolta The Very Best of Mick Jagger di Jagger del 2007. Inoltre è incluso nella raccolta Singles Collection: The London Years dei Rolling Stones (1989).

## Tracce
- 7"

1. Memo from Turner
2. Natural Magic